# Alexej Nikišin

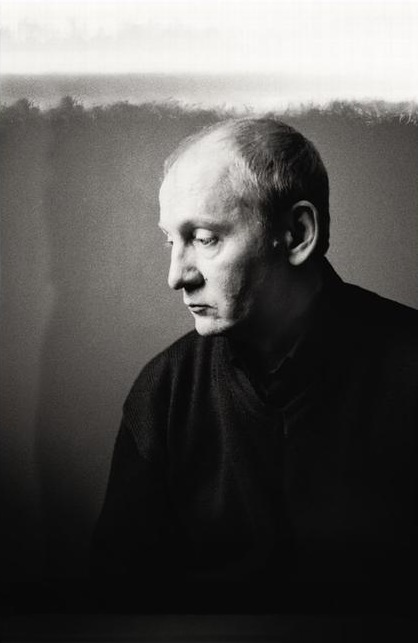
Viktor Veržbickij

Alexej Igorevič Nikišin (rus. Алексе́й И́горевич Ники́шин * 29. dubna 1976 Moskva) je ruský portrétní fotograf. Je držitelem mezinárodního ocenění Photograph of the year z „2nd Annual Photography Masters Cup / International Color Awards 2007“ (Spojené království) a zlaté medaile Trierenberg super circuit 2006 (Rakousko), je členem Mezinárodní unie výtvarných umělců (IFA UNESCO), Svazu ruských umělců i Svazu ruských fotografů. Je jedním ze zapamatovatelných a rozpoznatelných moderních mistrů černobílé výtvarné fotografie Je autorem rozsáhlého fotografického projektu V roli sebja - cyklu několika výstav psychologických portrétů známých ruských rockových hudebníků, divadelních, filmových a televizních herců a lidí ze showbyznysu.

## Životopis
Narodil se v Moskvě, kde získal technické vzdělání. Fotografií se zabývá od dětství, profesionálně od roku 2000. Učil se na dílech slavných západních fotografů: Arnolda Newmana, Richarda Avedona, Henriho Cartier-Bressona, Davida LaChapelle, Helmuta Newtona, Herba Rittse, Horsta P. Horsta, Irvinga Penna, Josefa Koudelky, Roberta Mapplethorpa, Mario Giacomelliho, Martina Parra, Petera Lindbergha, Jana Saudka a dalších. Je známý spíše publikacemi v západních časopisech a zahraničních výstavách, v Rusku vystavoval v roce 2007. Je autorem několika článků o fotografii v předních ruských a západních časopisech.

## Filozofie
Podle vlastních slov autora takzvaný psychologický portrét vyjadřuje fotografickou reprezentaci vnitřního světa člověka, ukazuje hloubku vnitřního světa a odráží plnost jednotlivce v jediném okamžiku, zachyceném v nekonečném toku lidských emocí a dění.
- Dobrý portrét není ten, který vypadá jako model, ale ten, který nevypadá jako kdokoli jiný. Portrét musí odhalovat vnitřní svět člověka, jeho charakter, ale skrytě... Skrytá harmonie je mnohem více než ta explicitní. Krása je vidět na povrchu, ale existuje ještě krása neviditelná - krása a nuance vztahů uvnitř.

- Psychologický portrét odhaluje vnitřní svět člověka, barvitý lidský příběh a jemné tóny psychologické povahy. Fotografie, stejně jako jiná umělecká forma, je pouze způsob, jak převést obsah.

- Lidé v mé práci - to jsou obrazy. Snažím se vyhýbat umělosti, která ničí lidskou pravdu.

- Charakteristickým rysem mého stylu. je má sympatie jednoduchých metod, a to i pokud se jedná o vyjádření poměrně složitých myšlenek.

- Jednou rukou neustále nastavuje jediný zdroj světla, používá legendární dálkoměrný fotoaparát Leica s širokoúhlým objektivem, portrét má být jednoduchý a účinný.

- Některé práce v oblasti aktu také označuji jako „portréty“. Jedná se však spíše o "psychologický obnažený portrét" než „obnažená příroda“, obrazné řešení, které může získat mnohem stručnější a větší důraz na individualitu.

## Galerie

Vybrané fotografie autora
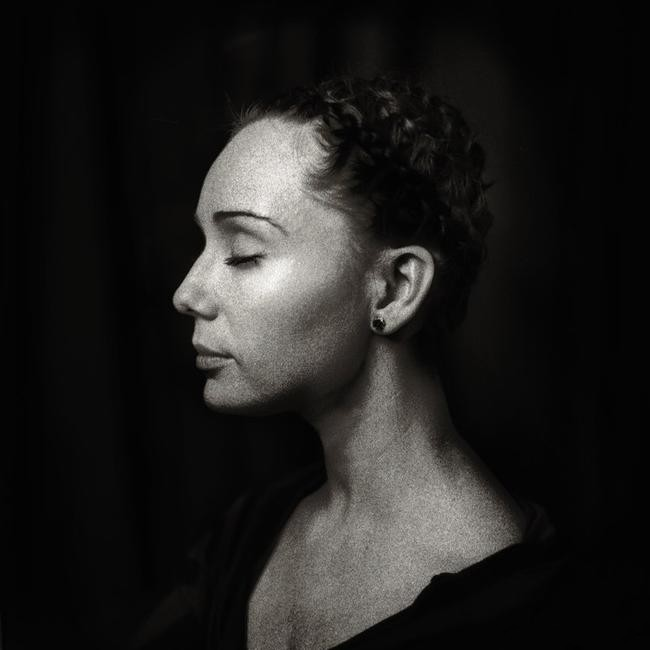
Čulpan Chamatova
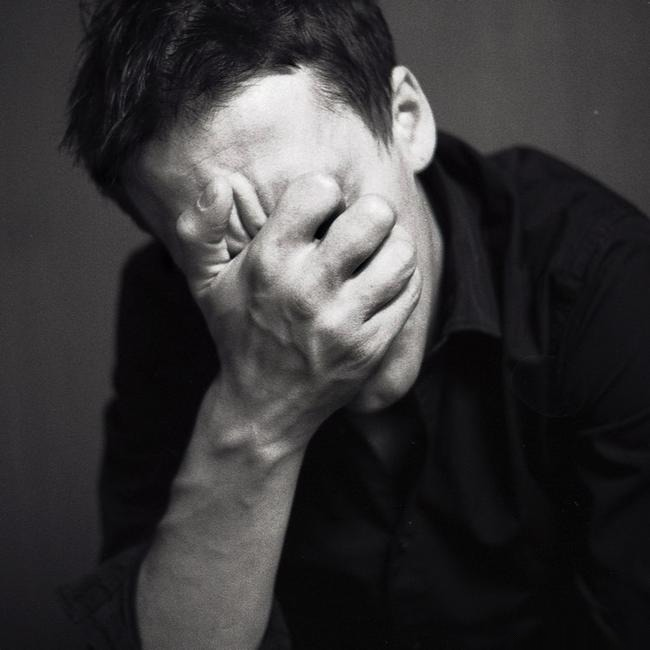
Artur Smoljaninov
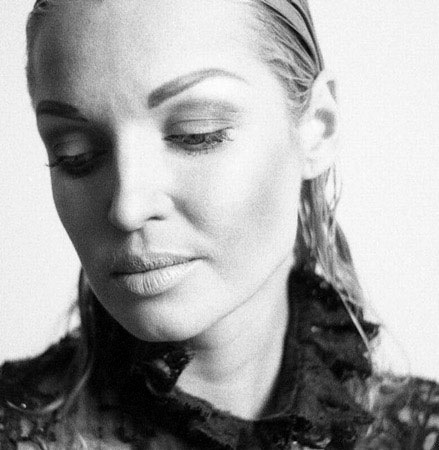
Anastacija Voločkova
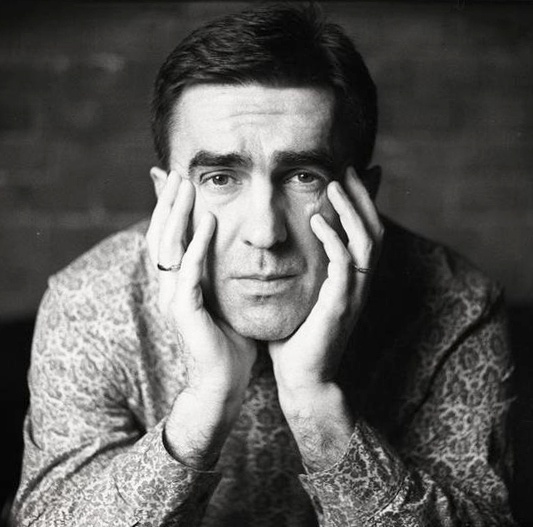
Vjačeslav Butusov
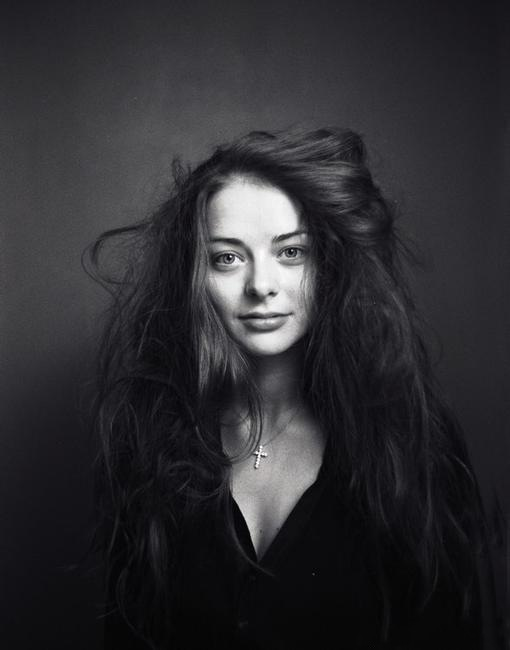
Marina Alexandrovna
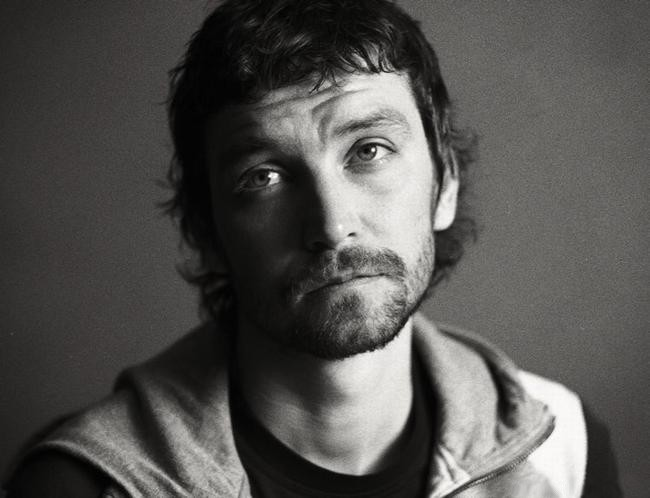
Vladimir Kristovskij
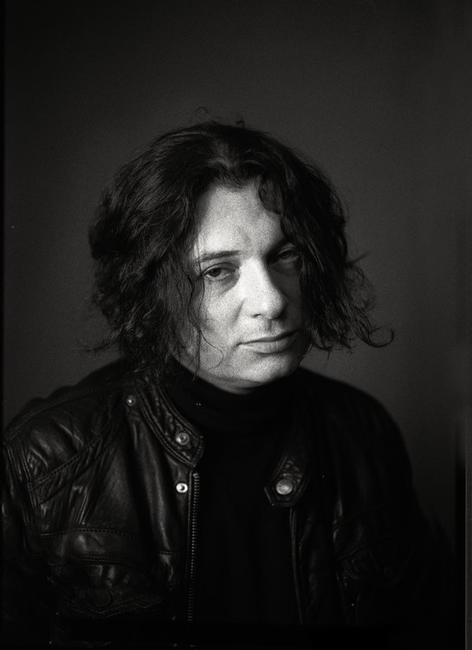
Vadim Samojlov
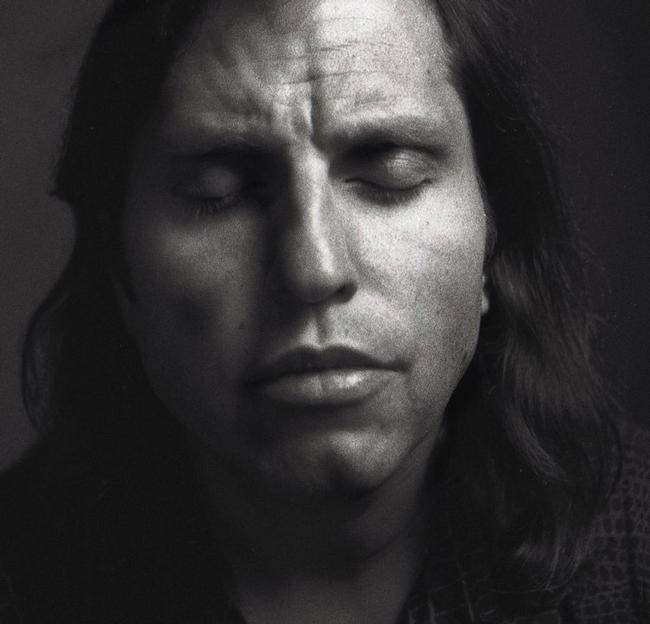
Alexandr Revva
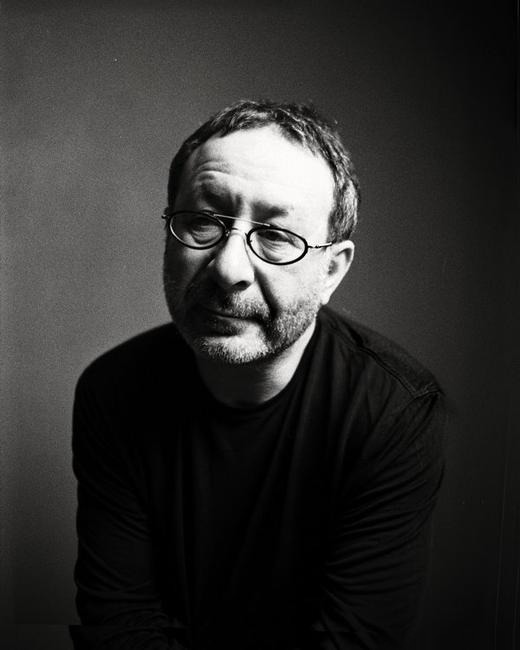
Jevgenij Margulis
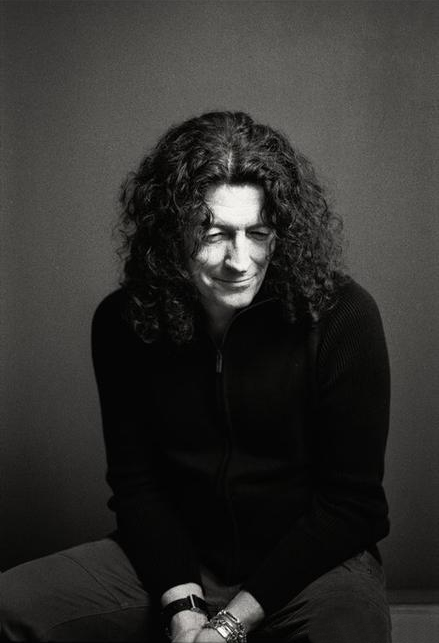
Sergej Galanin
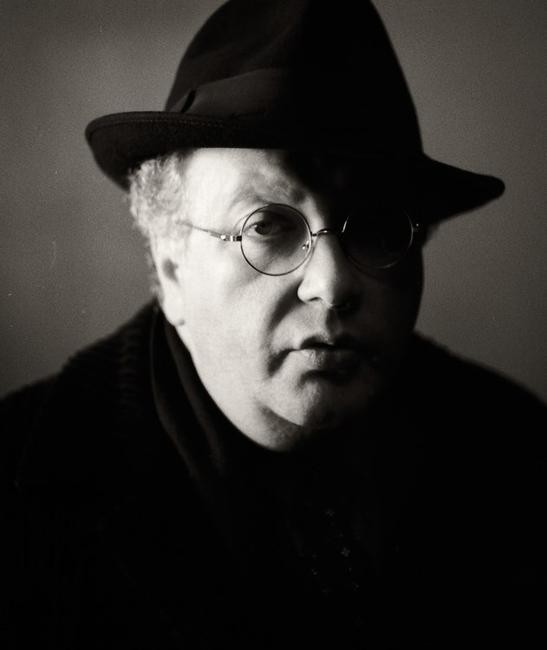
Pavel Ljubimcev
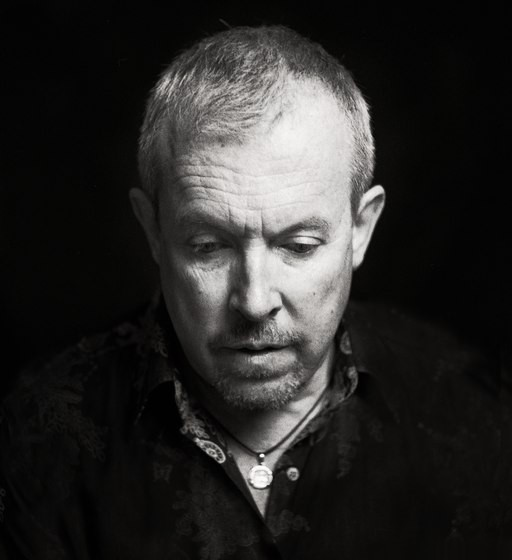
Andrej Makarevič